# Antonio Brack Egg
Pour les articles homonymes, voir Brack et Egg.
Antonio Brack Egg, né le 3 juin 1940 à Villa Rica et mort le 30 décembre 2014 à Lima est un ingénieur agronome, écologue et chercheur péruvien, autorité nationale et internationale en affaires liées à la biodiversité et le commerce biologique. C'est le premier titulaire du ministère de l'Environnement péruvien.

## Biographie
Antonio Brack Egg est né à Villa Rica, province d'Oxapampa (région de Pasco) dans le centre de Pérou. Son grand-père, Luis Egg, descendant de colons tyroliens, remettait des spécimens d'animaux et d'insectes au musée britannique de Sciences naturelles. Son père cultivait du café à Villa Rica. Il s'est marié avec la sociologue Cecilia Mendiola, originaire de Tarma.
À Lima, il fait ses études secondaires dans l'internat du Collegio Salesiano de Breña pour plus tard suivre une carrière d'Agronomie dans l'université nationale agraire La Molina, où plus tard il enseignera.
Il réalise son doctorat en Allemagne, obtenant le grade le 28 février 1973. Il parvient à connaître 43 pays différents, et visite l'Antarctique.
Il conduit le programme de télévision La Buena Tierra (« La Bonne Terre »), dans lequel il parle de l'importance de la biodiversité et du développement durable. Le Dr Brack a présenté dans ce programme un reportage sur la compagnie minière Minera Majaz, un des épisodes les plus controversés.
Aussi, il dirige une entreprise consultante en thèmes environnementaux qui cherche ses clients dans les entreprises minières, en plus d'être membre du directorat du CONAM, l'autorité environnementale nationale (il a été son président pour la durée d'un jour, poste auquel il a renoncé, bien que ce passage ne soit pas clair).
Le 15 mai 2008, le président péruvien Alan García annonce qu'il nommera Antonio Brack premier titulaire du nouveau ministère de l'Environnement (créé le 20 mai). Cette résolution l'a amené à assermenter le 16 mai comme ministre de l'Environnement au musée national de Lima, dans le cadre du Ve Sommet de l'Amérique Latine, des Caraïbes et de l'Union européenne,.
Il meurt le 30 décembre 2014 à 74 ans.

## Publications
Le Dr Brack a publié 15 livres et plus de 200 articles traitant des ressources naturelles et des affaires liées à l'environnement. Ses œuvres les plus prestigieuses sont les suivantes :
- Dictionnaires encyclopédique des plantes utiles du Pérou, qui réunit 25 années de recherches sur 5 000 plantes utiles pour 49 usages différents
- Écologie du Pérou, un manuel pratique pour professeurs
- Pérou - Dix mille ans de domestication, qui traite des plantes et animaux domestiqués au Pérou

## Reconnaissance
- Prix Esteban Campodónico, 2004, pour « services à la société péruvienne ».